# Coelonia fulvinotata
Coelonia fulvinotata är en fjärilsart som beskrevs av Butler 1875. Coelonia fulvinotata ingår i släktet Coelonia och familjen svärmare. Inga underarter finns listade i Catalogue of Life.

## Bildgalleri

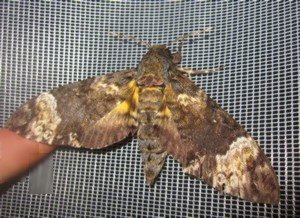
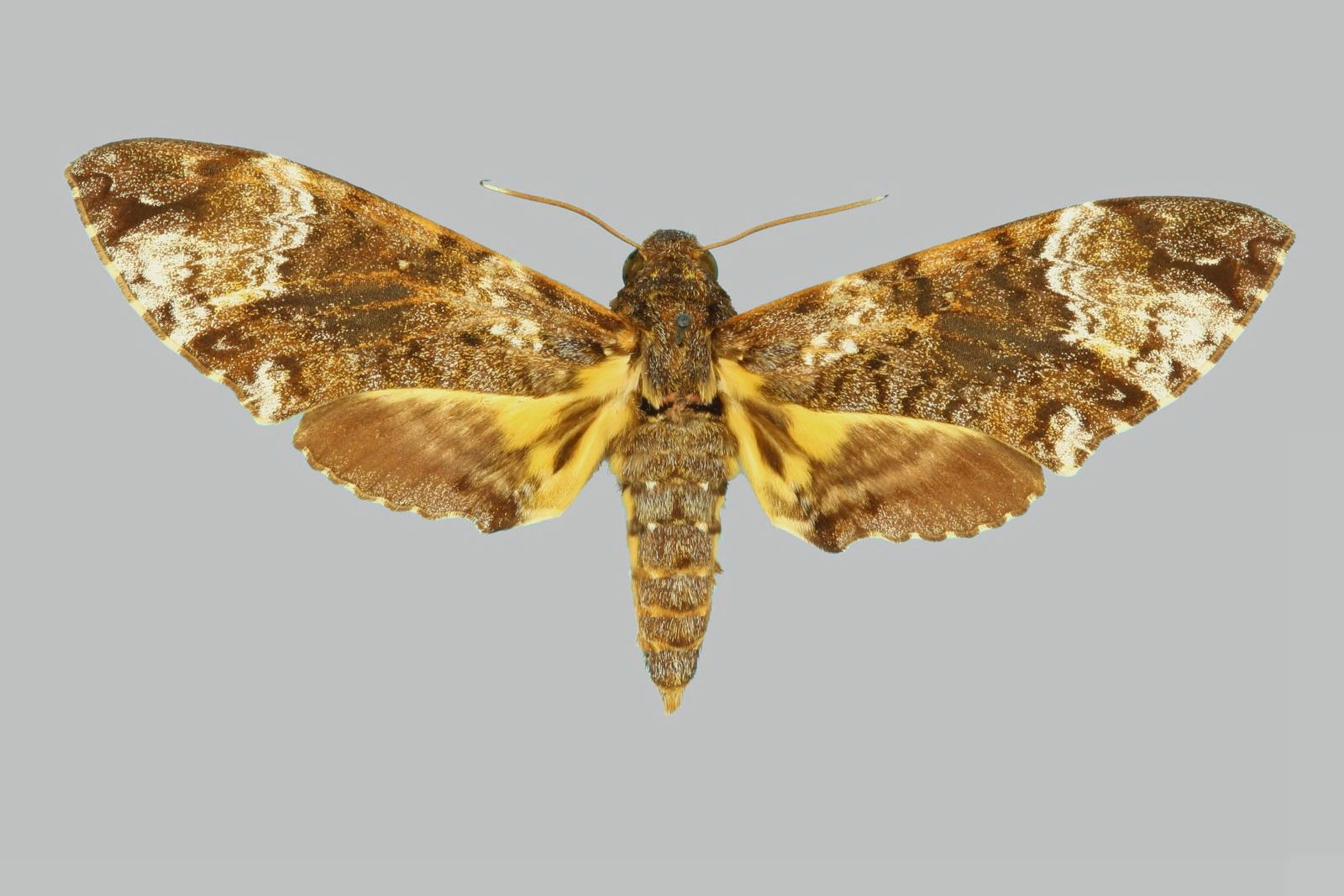
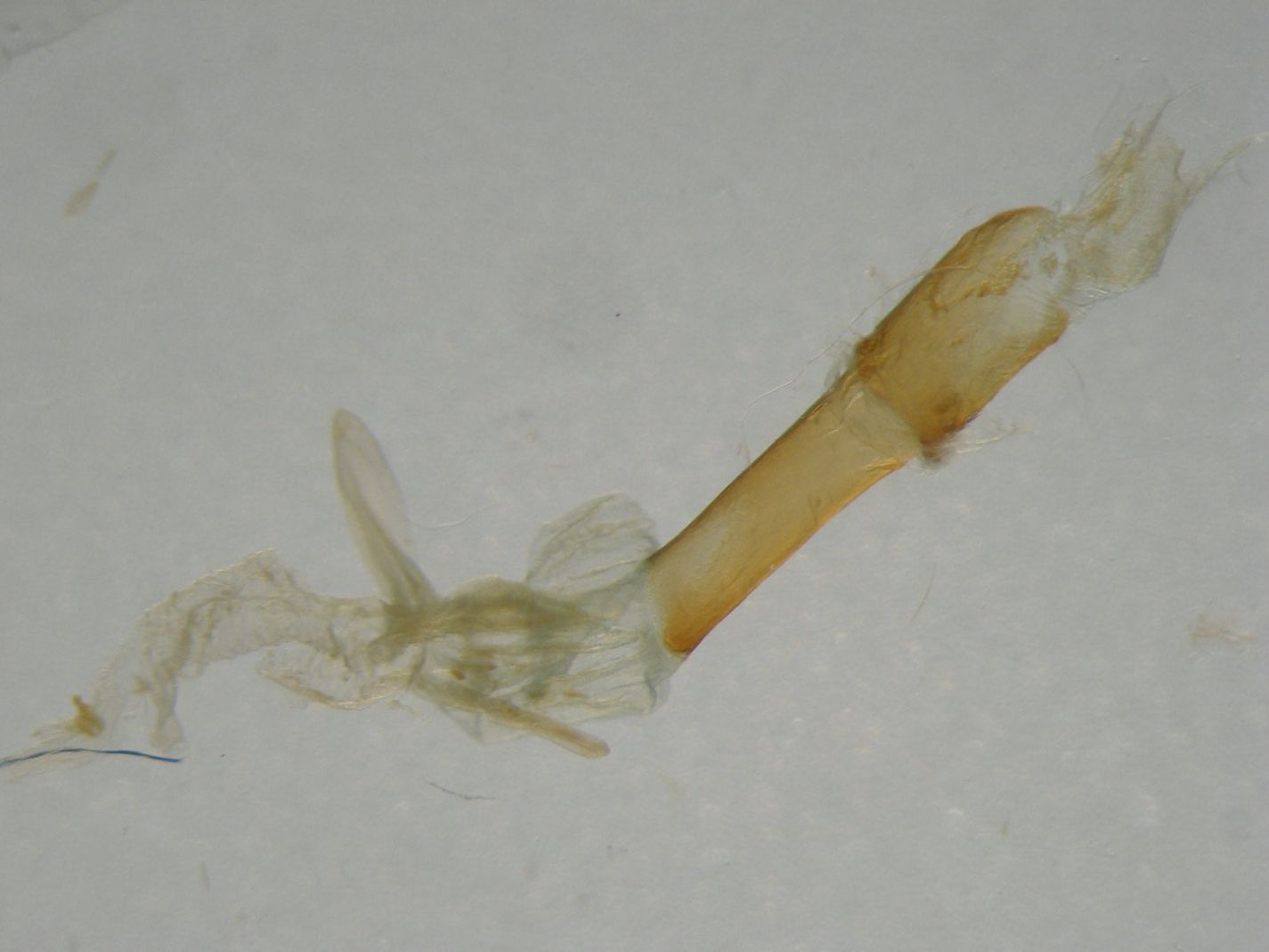